# Charles Crichton
Charles Ainslie Crichton (ur. 6 sierpnia 1910 w Wallasey w hrabstwie Merseyside, zm. 14 września 1999 w Londynie) – brytyjski reżyser filmowy i telewizyjny.
Największy sukces odniósł realizując swój ostatni film, komedię Rybka zwana Wandą (1988) z udziałem członków grupy Monty Pythona. Za reżyserię tego filmu otrzymał w 1989 nominację do Oscara. Był również nominowany do tej nagrody  za scenariusz - wspólnie z Johnem Cleesem. Wcześniej był reżyserem kilkudziesięciu filmów; realizował także gościnnie odcinki popularnych seriali, m.in.: Rewolwer i melonik (1961-69), Czarny Królewicz (1972-74), Kosmos 1999 (1975-79).

## Wybrana filmografia
- U progu tajemnicy (1945); jeden z reżyserów
- Szajka z Lawendowego Wzgórza (1951)
- Prawo i bezprawie (1958)
- Wojna płci (1959)
- Trzeci sekret (1965)
- Rybka zwana Wandą (1988); także scenariusz, wspólnie z Johnem Cleesem